# Bendinelli Negrone
Bendinelli Negrone, né en 1627 à Gênes et mort en 1707 à Gênes, est un homme politique italien, 133e doge de Gênes du 16 septembre 1695 au 16 septembre 1697.